# Mere (Flandre-Orientale)
Cet article possède des homonymes et des paronymes, voir Mere (homonymie).
Mere est une section de la commune belge d'Erpe-Mere dans le Denderstreek sur le Molenbeek-Ter Erpenbeek située en Région flamande dans la province de Flandre-Orientale. C'était une commune à part entière avant la fusion des communes de 1977.

## Démographie

### Évolution démographique

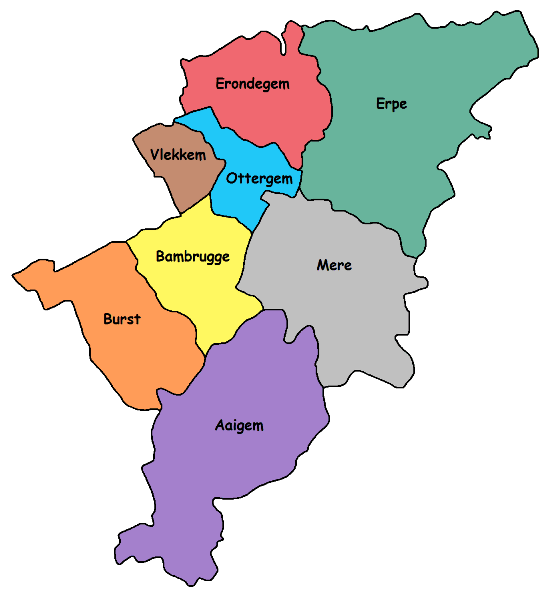
Localisation de Mere dans Erpe-Mere

- Sources : INS, Rem. : 1831 jusqu'en 1970 = recensements, 1976 = nombre d'habitants au 31 décembre[2].

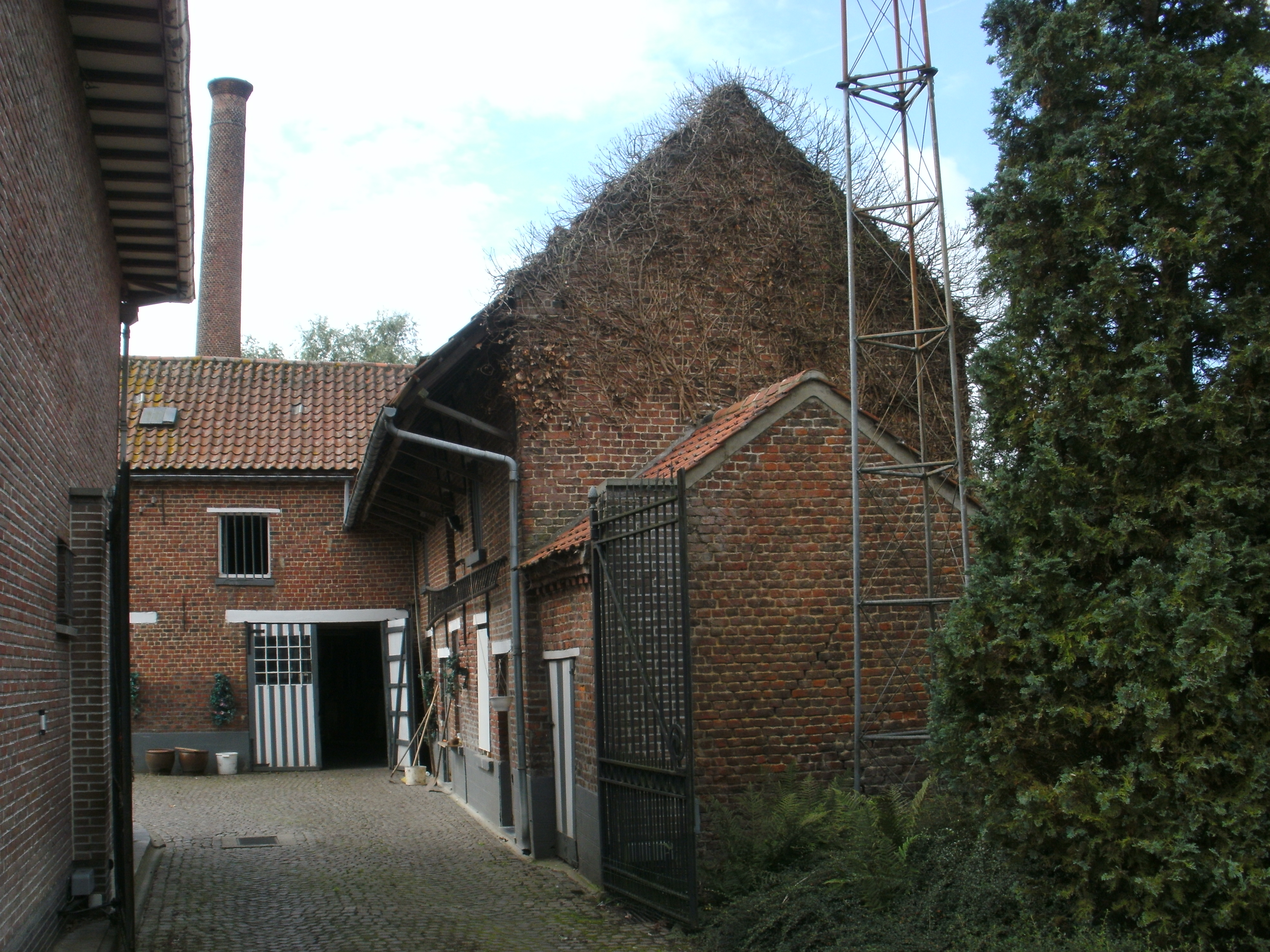
Vue de face de la De Graevemolen à Mere
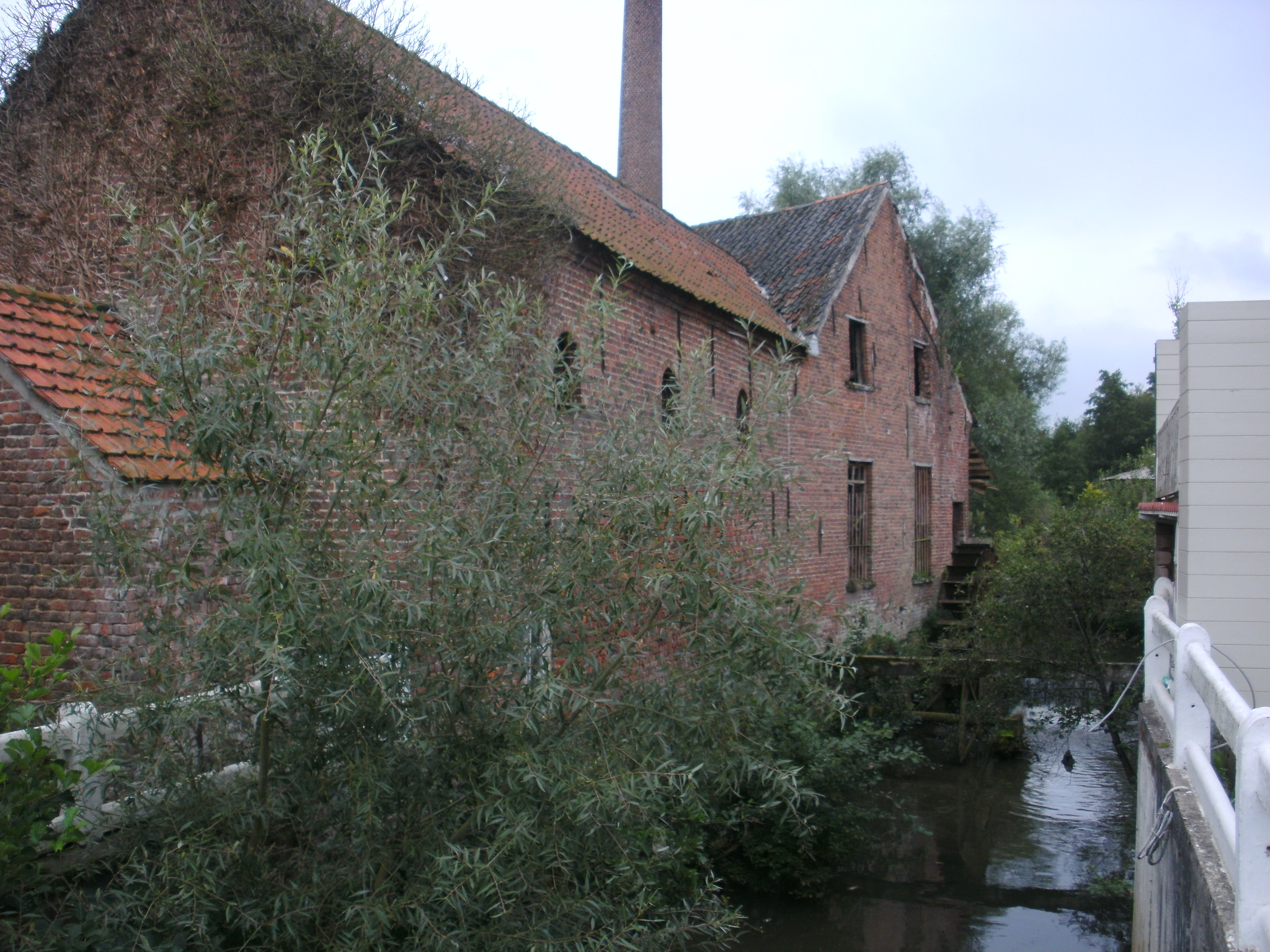
Vue latérale de la De Graevemolen à Mere
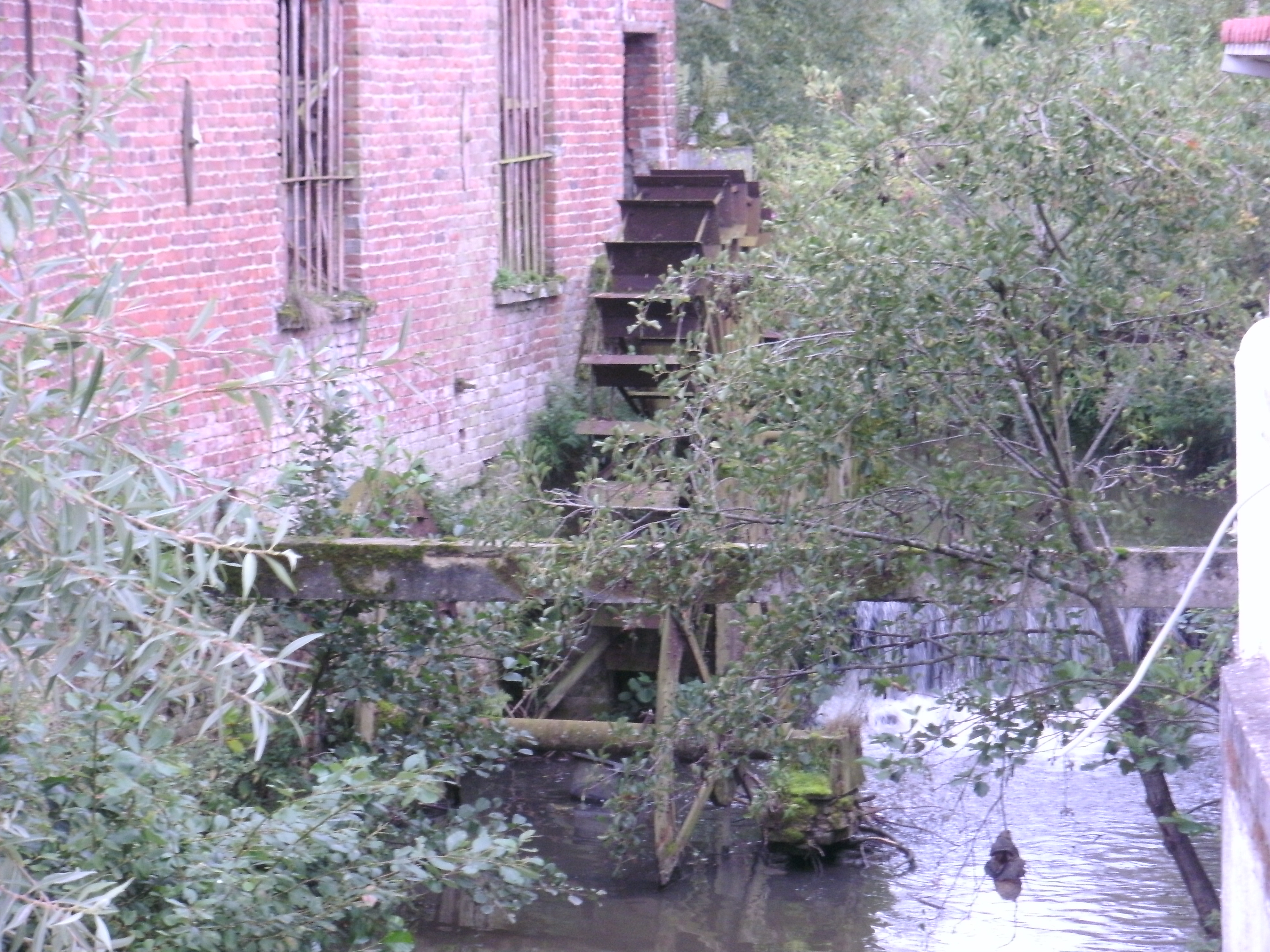
La roue de moulin de la De Graevemolen à Mere
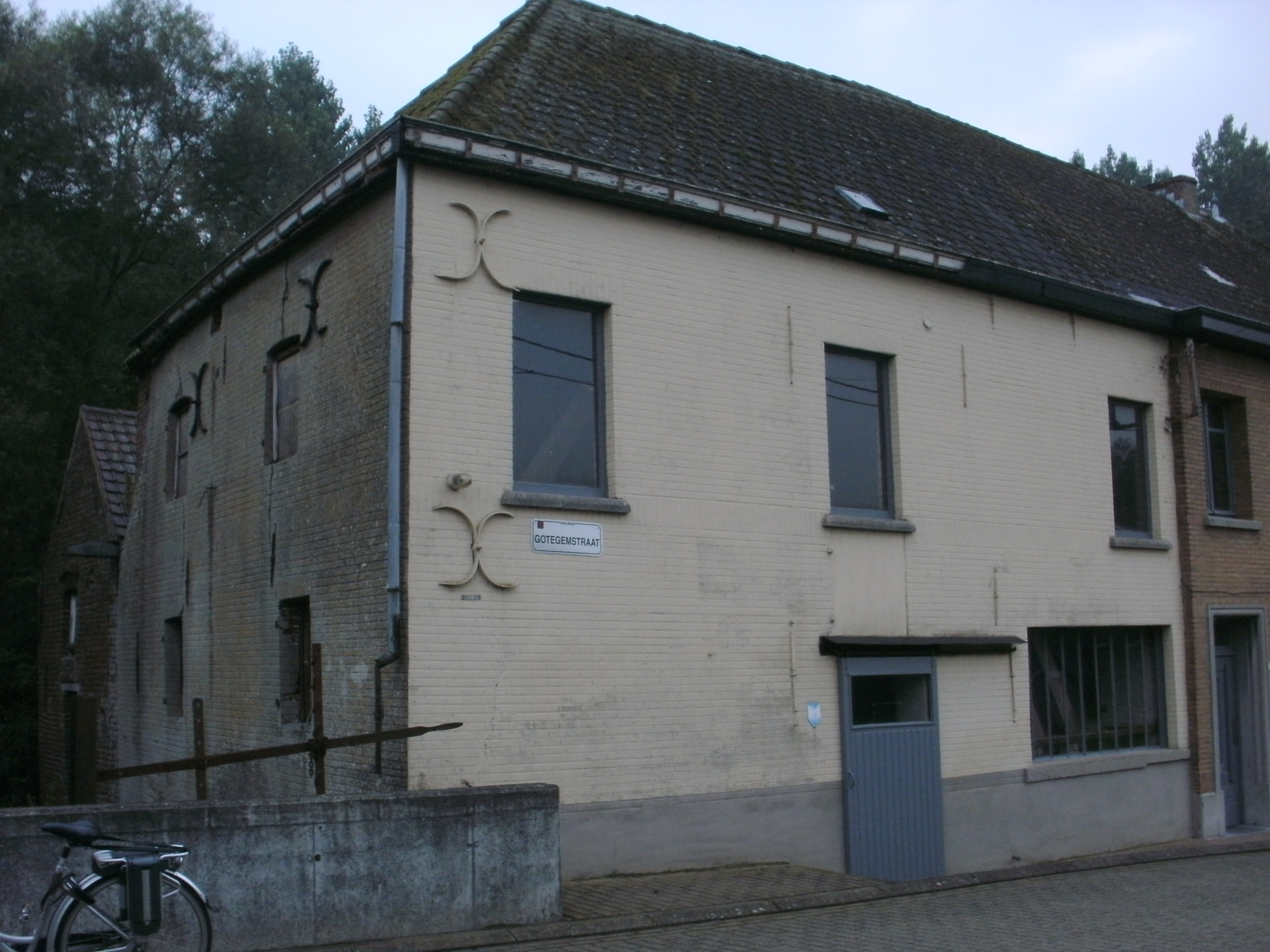
Gotegemmolen à Mere
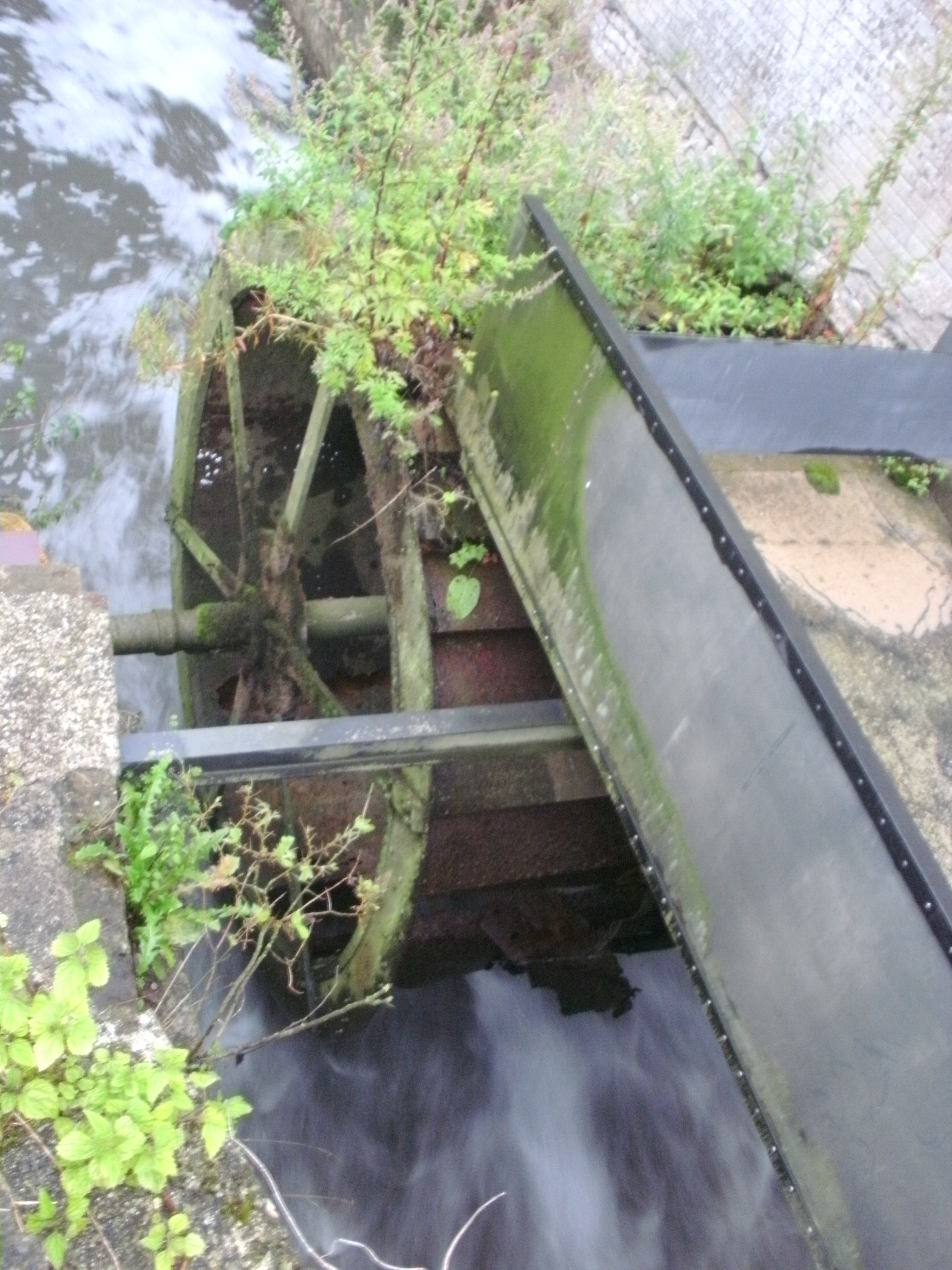
La roue de moulin de la Gotegemmolen à Mere
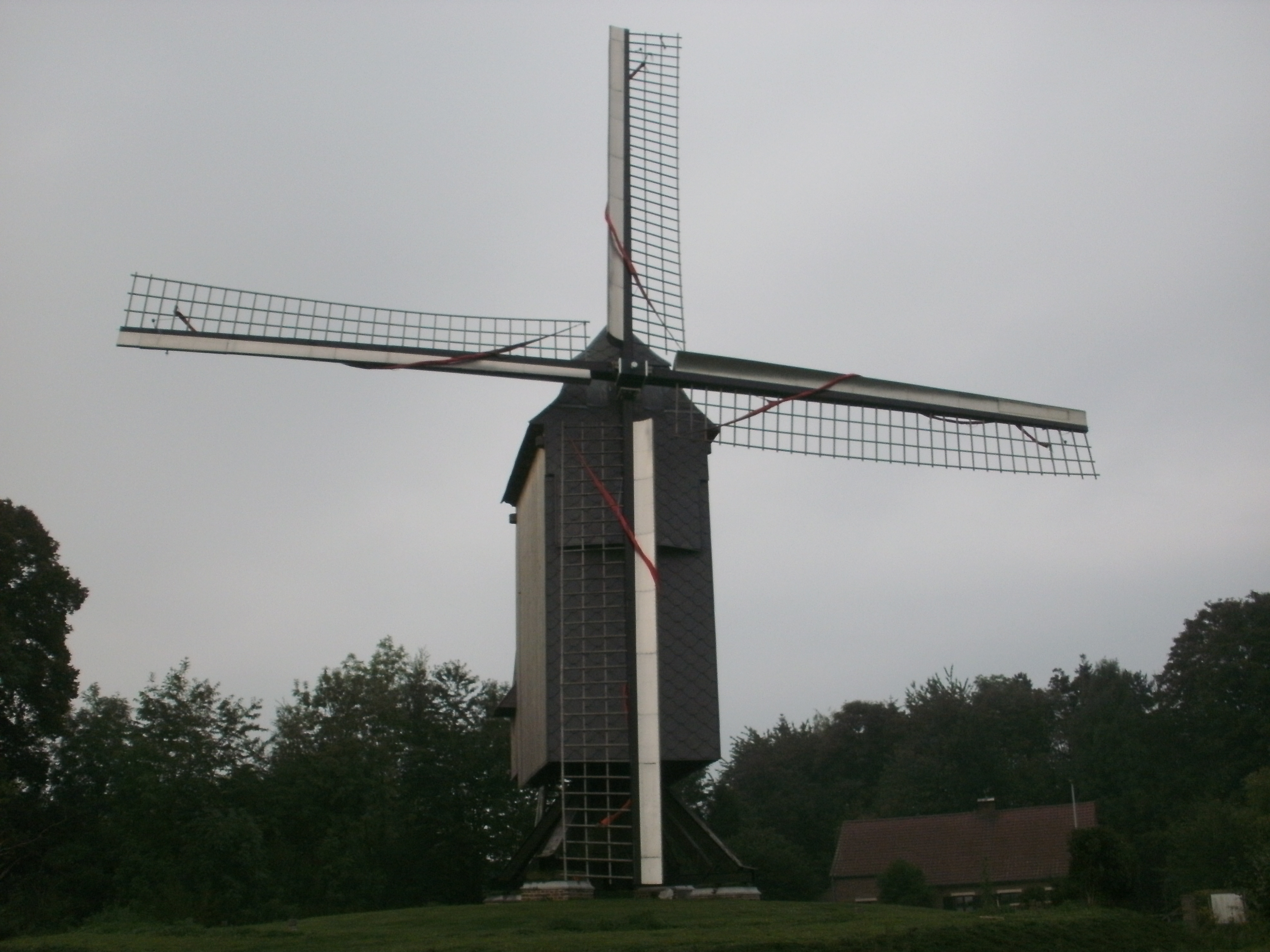
Kruiskoutermolen à Mere
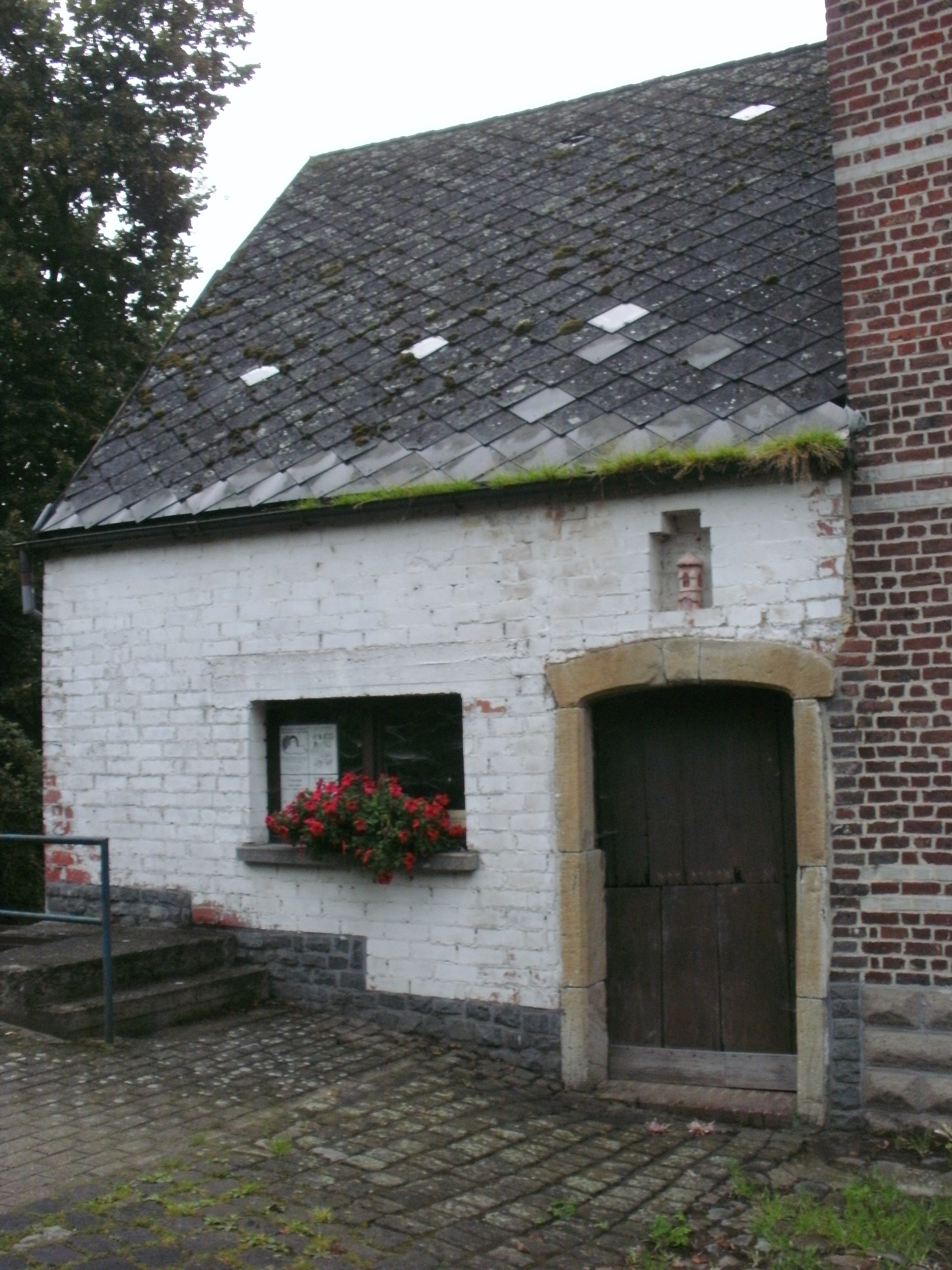
Molen te Broeck à Mere
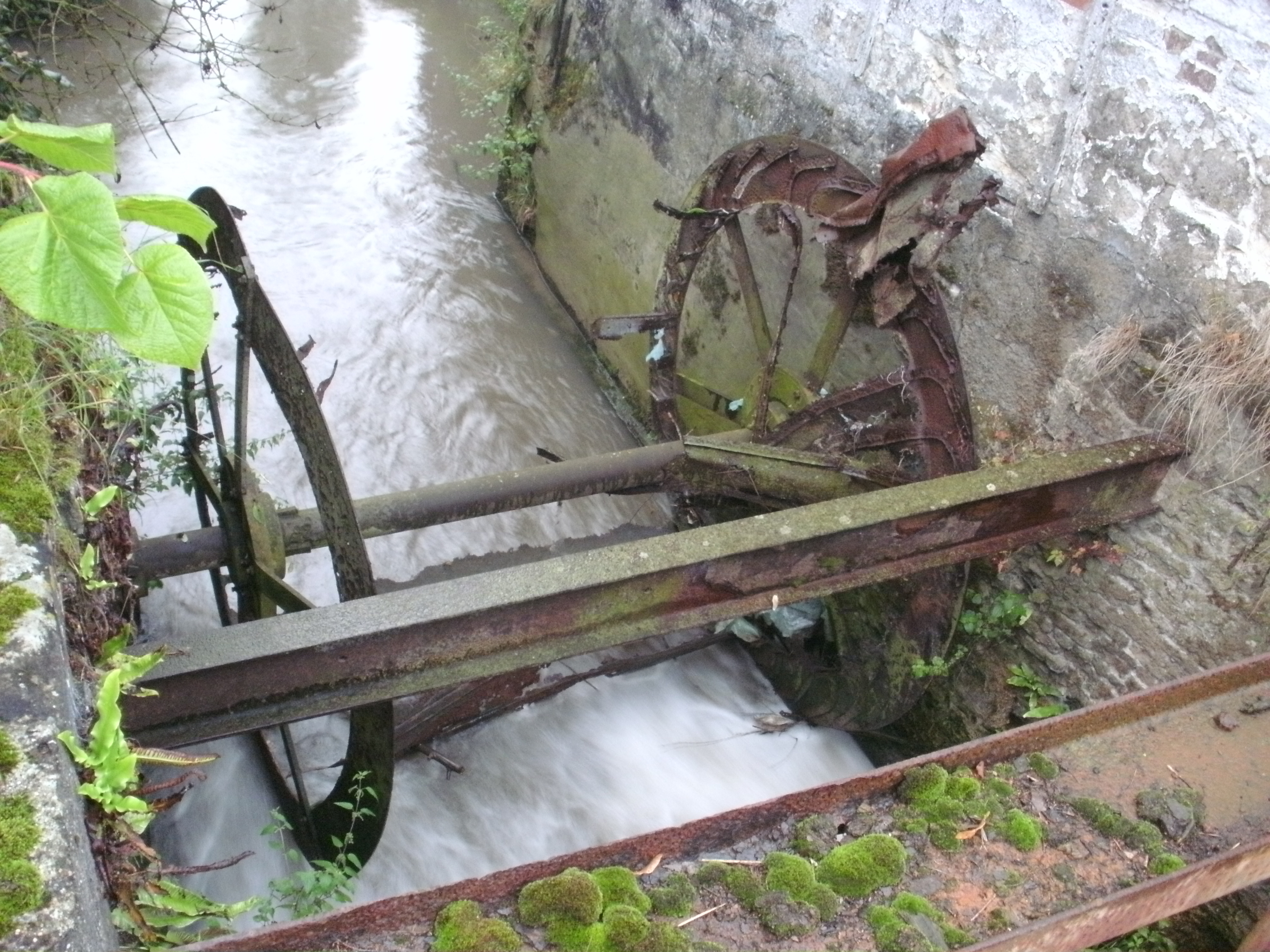
La roue de moulin de la Molen te Broeck à Mere
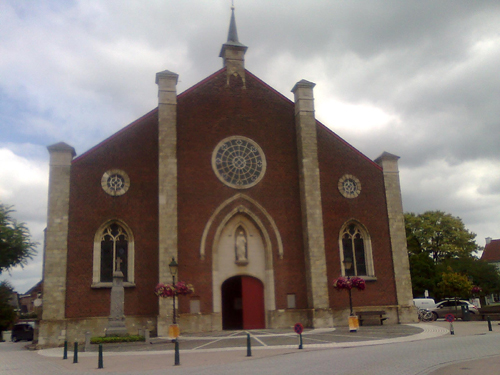
L'église de Mere vue de face
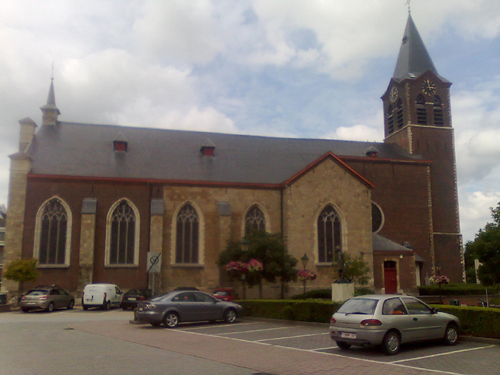
L'église de Mere vue latérale
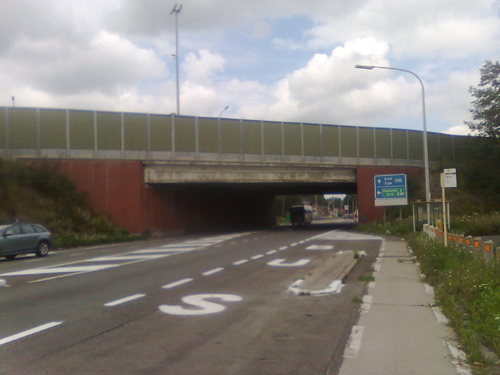
Le pont d'autoroute (E40) de Mere au-dessus d'Oudenaardsesteenweg
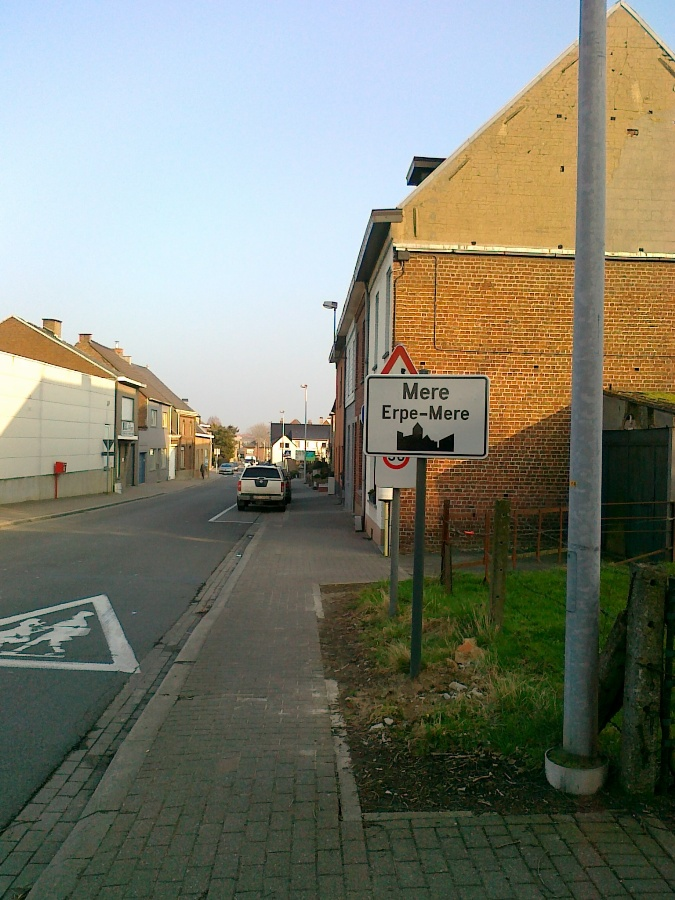
Le commencement de l'agglomération de Mere
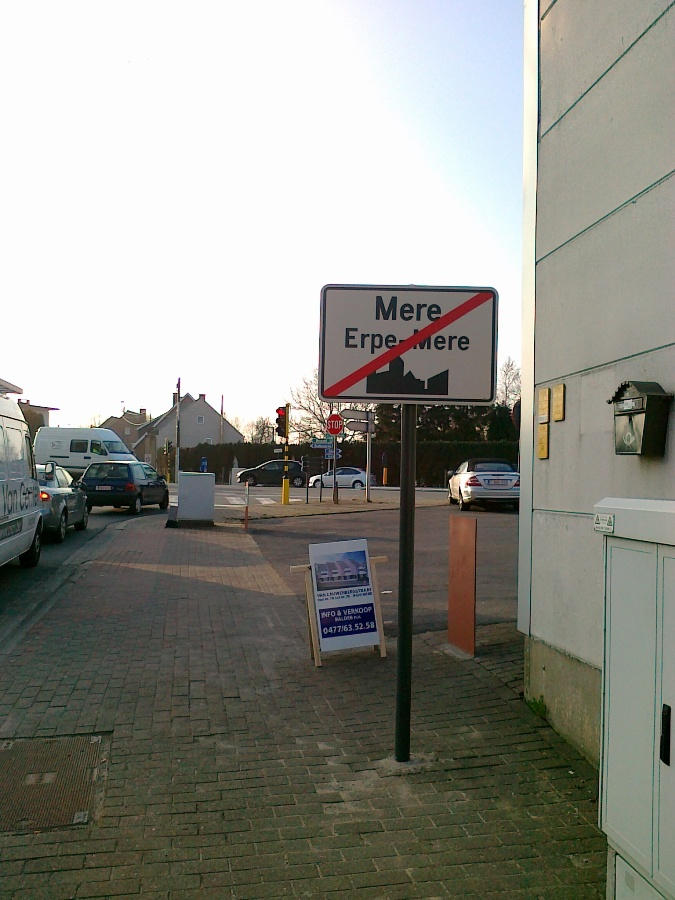
La fin de l'agglomération de Mere

## Sports
Maillots
Dernière mise à jour : 5 juin 2012.
Le Football Club Mere est un club de football basé dans le village de Mere. Fondé le 31 mars 1944, le club porte le matricule 4057 et évolue en 2012-2013 en quatrième provinciale. Les couleurs du club sont le noir et le rouge.
Le FC Mere a absorbé en 1999 le club de football du FC Edixvelde. En 2009, le club de football du KVC Erpe Erondegem est lui aussi absorbé par FC Mere. Le KVC Erpe Erondegem était déjà le résultat d'une fusion : celle du FC Oranja Erpe avec le KFC Olympia Erondegem, en 1999.
À l'avenir, les quatre autres clubs d'Erpe-Mere, à savoir le SK Aaigem, le KRC Bambrugge, le KFC Olympic Burst et le FC Mere devraient fusionner.

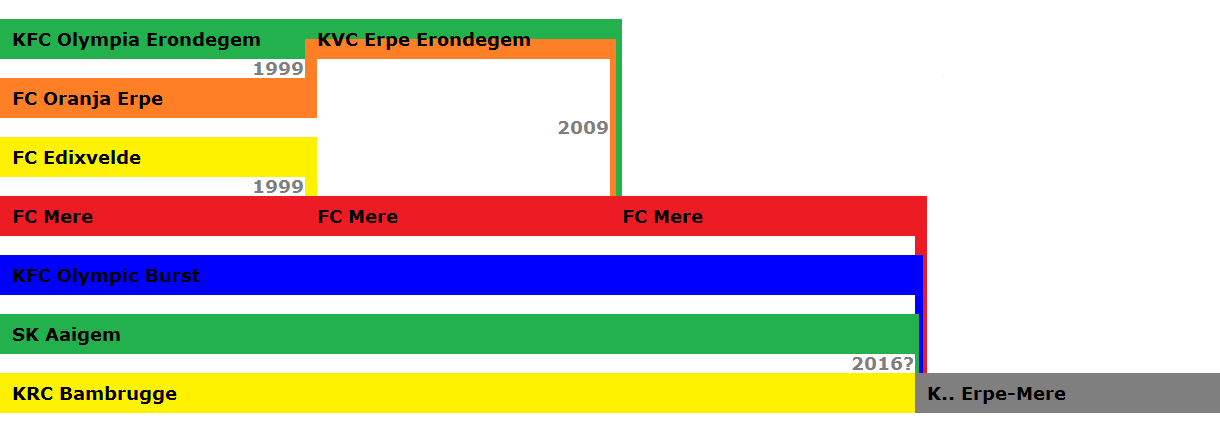
L'évolution des fusions des clubs en Erpe-Mere